# Roodnektangare
De roodnektangare (Tangara cyanocephala) is een zangvogel uit de familie Thraupidae (Tangaren).

## Verspreiding en leefgebied
Deze soort telt 3 ondersoorten:
- T. c. cearensis: noordoostelijk Brazilië.
- T. c. corallina: oostelijk Brazilië.
- T. c. cyanocephala: zuidoostelijk Brazilië, Paraguay en noordoostelijk Argentinië.